# Seduzione gitana
Seduzione gitana è un film del 1996 co-diretto da Luca Damiano e Joe D'Amato.

## Trama
La celebre fotomodella Nina accetta di posare in Spagna per Carlos, apprezzato fotografo di moda, approfittando così dell'occasione per allontanarsi dall'agente-amante Velasco, ambiguo e dai pochi scrupoli, che l'ha ormai soggiogata a se stesso, servendosene a proprio uso e consumo.
L'arrivo di Nina in Spagna ha un effetto decisivo sul carattere debole e insicuro della ragazza.